# Sunna (Stammesfürst)
Sunna war ein angelsächsischer Stammesfürst, dessen Untertanen im östlichen Teil des heutigen Berkshire im Süden Englands lebten. Eine Reihe englischer Ortsnamen haben ihren Ursprung bei ihm. Zu diesen Orten gehören: Sonning (ursprünglich Sunning), Sonning Eye, Sunbury, Sunningdale, Sunninghill und Sunningwell. Viele dieser Orte liegen nahe der Themse.
Nach Meinung des Historikers Steven Bassett könnte Sunbury nach Sunna als einer Provinz benannt sein, die Sunninges hieß und in der Mitte der 670er Jahre im heutigen Berkshire westlich von Chertsey lag. Ein Historiker von Wessex hat angemerkt, dass Sunna von Sonning und verwandten Namen eindeutig zu einem lokalen Herrscher von nicht geringer Bedeutung gehört. Der Name Sunna als Personenname gilt dabei als sehr selten.
Eine 1937 vorgelegte Theorie geht jedoch davon aus, dass sunna wahrscheinlich feuchtes Marschland bedeutet.